# (1249) Rutherfordia
(1249) Rutherfordia – planetoida z pasa głównego asteroid okrążająca Słońce w ciągu 3 lat i 117 dni w średniej odległości 2,22 au. Została odkryta 4 listopada 1932 roku w Landessternwarte Heidelberg-Königstuhl w Heidelbergu przez Karla Reinmutha. Nazwa planetoidy pochodzi od miasta Rutherford na przedmieściach Nowego Jorku. Niektóre źródła błędnie podają, że nazwa pochodzi od Ernesta Rutherforda (1871–1937), nowozelandzkiego chemika i fizyka, laureata nagrody Nobla. Przed nadaniem nazwy planetoida nosiła oznaczenie tymczasowe (1249) 1932 VB.